# Costituzione del Sudafrica
La Costituzione del Sudafrica (Constitution of South Africa), formula il diritto dello Stato del Sudafrica. Essa fornisce la base legale per l'esistenza della repubblica, stabilisce i diritti umani e i doveri dei cittadini e definisce la struttura del governo (Repubblica parlamentare mista).
L'attuale Costituzione, la quinta del Paese, fu elaborata dal parlamento del Sudafrica eletto nel 1994, in occasione delle elezioni generali, le prime a suffragio universale e senza discriminazioni razziali. Venne promulgata dal presidente Nelson Mandela il 18 dicembre 1996 ed entrò effettivamente in vigore il 4 febbraio 1997. Essa sostituì la Costituzione ad interim del 1993 (Constitution Act), la quale prevedeva, al termine di un complesso procedimento, oltre a regole sostanziali, anche un documento di 34 Constitutional Principles destinati a vincolare l'Assemblea costituzionale chiamata a votare il testo definitivo, sottoposto al vaglio della Corte costituzionale contestualmente istituita.